# بالا عباس‌آباد
بالا عباس‌آباد یکی از روستاهای شهرستان کاشان می‌باشد. این روستا در فاصله هشت کیلومتری کاشان و در مسیر کاشان به نیاسر قرار دارد. دارای دو قلعه قدیمی می باشد از دوران قاجار معروف به ۱- قلعه بالا یا اربابی و ۲- قلعه پایین که به رعیتی یا استرکی ها هم نامیده می شده. جاده ارتباطی به روستای لنگان از این روستا رد میشود.

### شایعات
شایعاتی مبنی بر وجود گنج و دفینه در قلعه رعیتی (قلعه پایین) از زمان های دور رد و بدل میشود که همین امر موجب تخریب بخش های زیادی از این مکان تاریخی شده است. تا به امروز کشف هیچ گنج یا دفینه ای گزارش نشده است.

## منابع

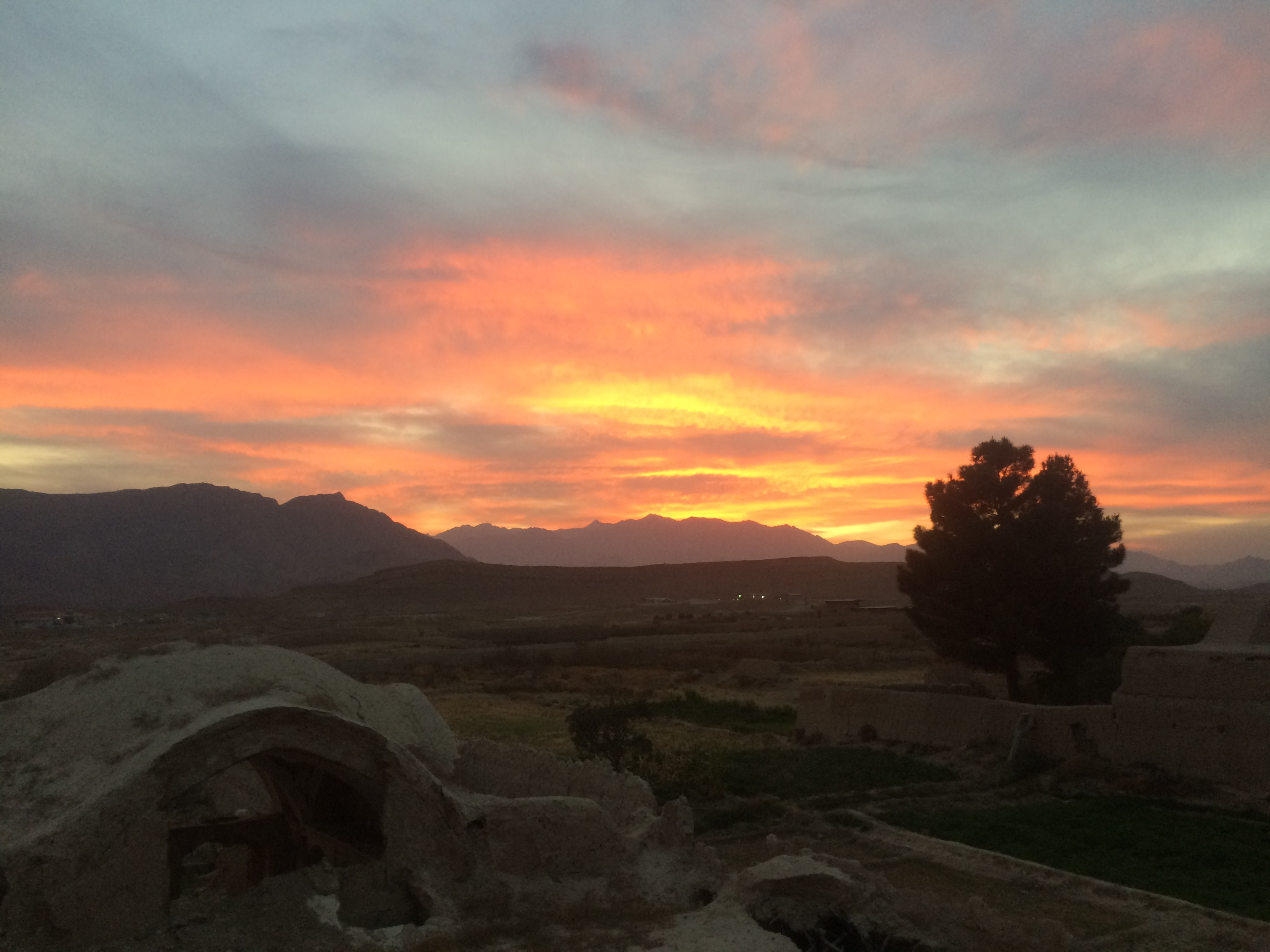
غروب فردای شب بارانی

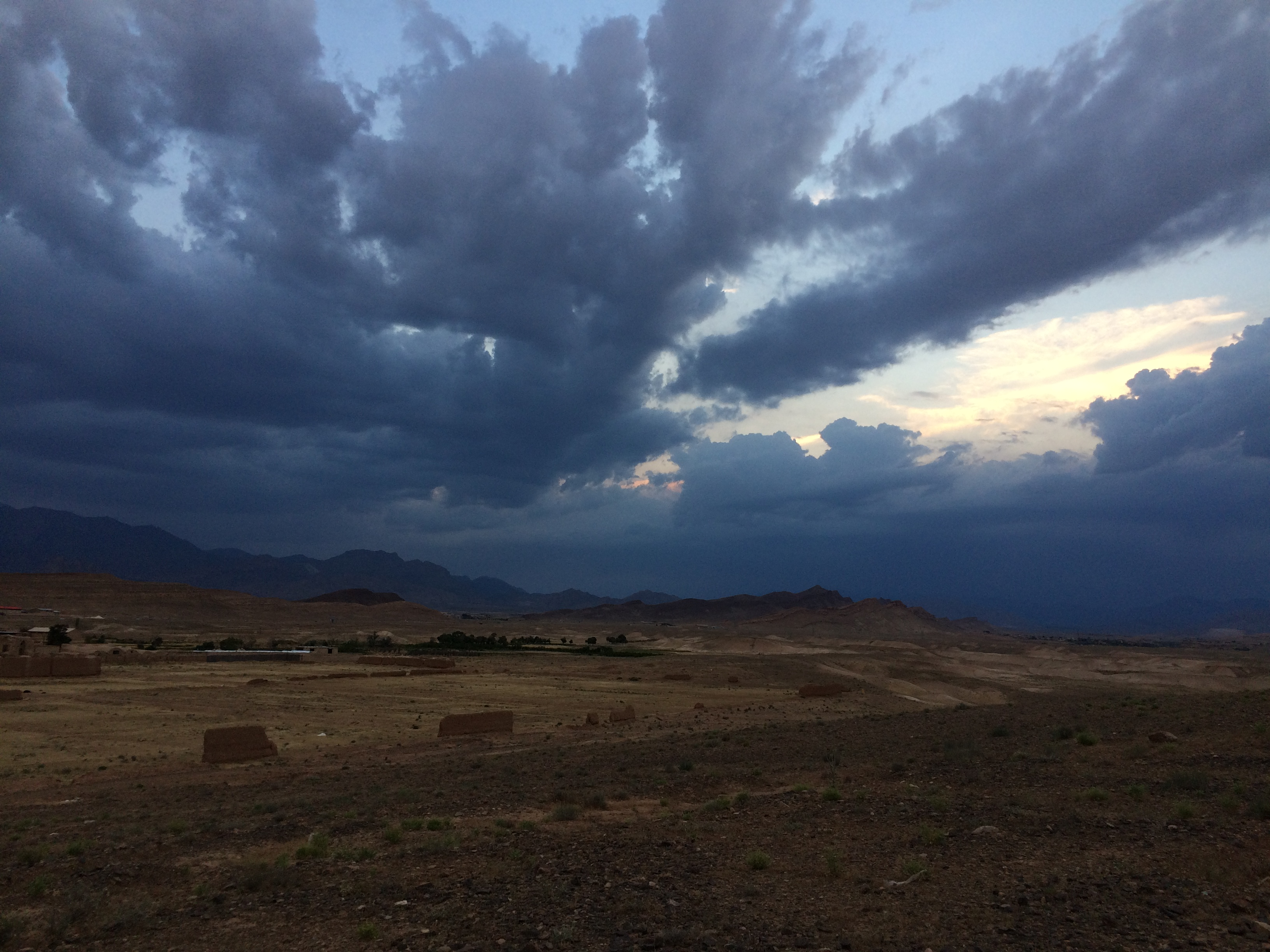
منظره بعد از باران

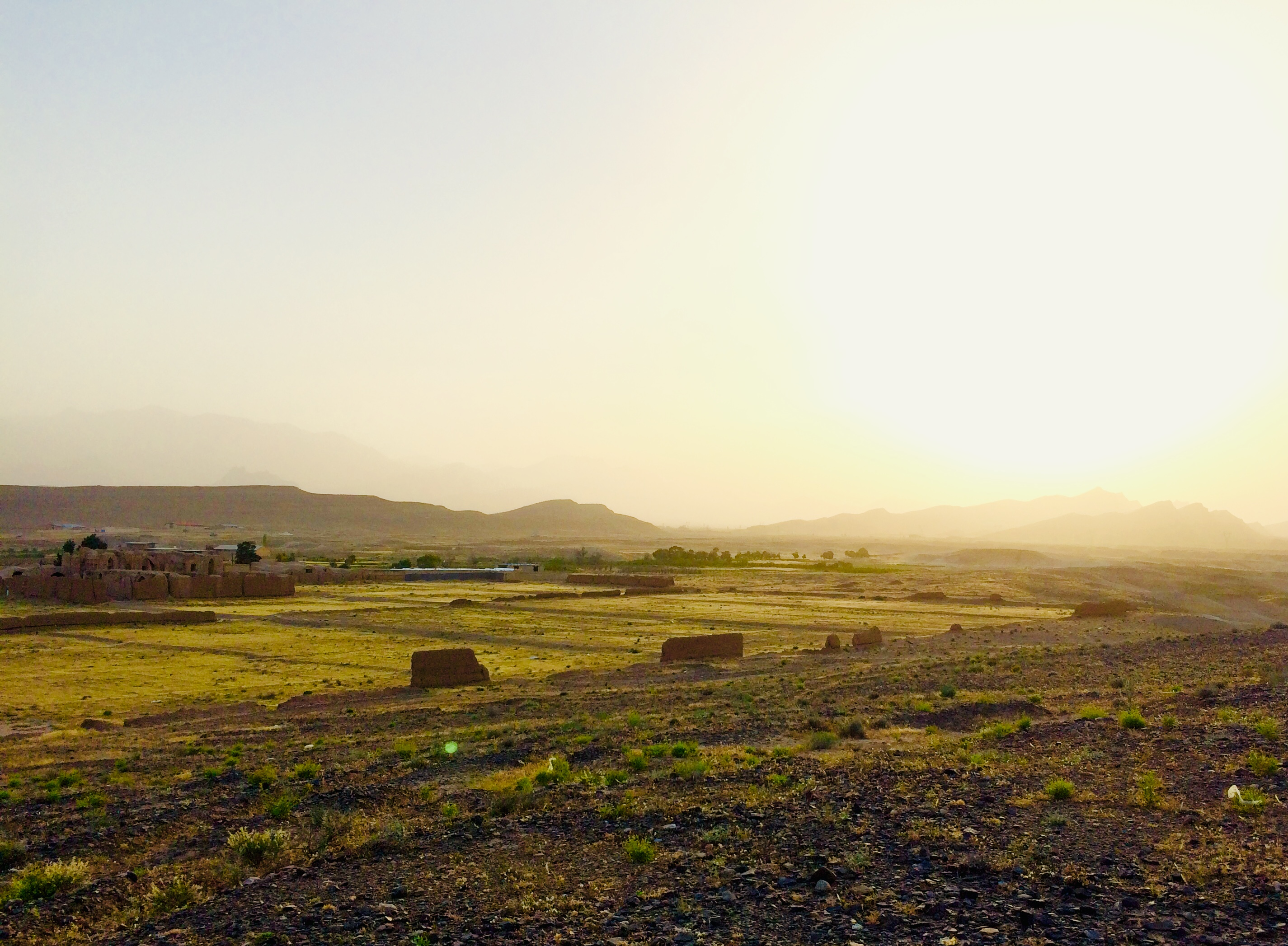
منظره بهار

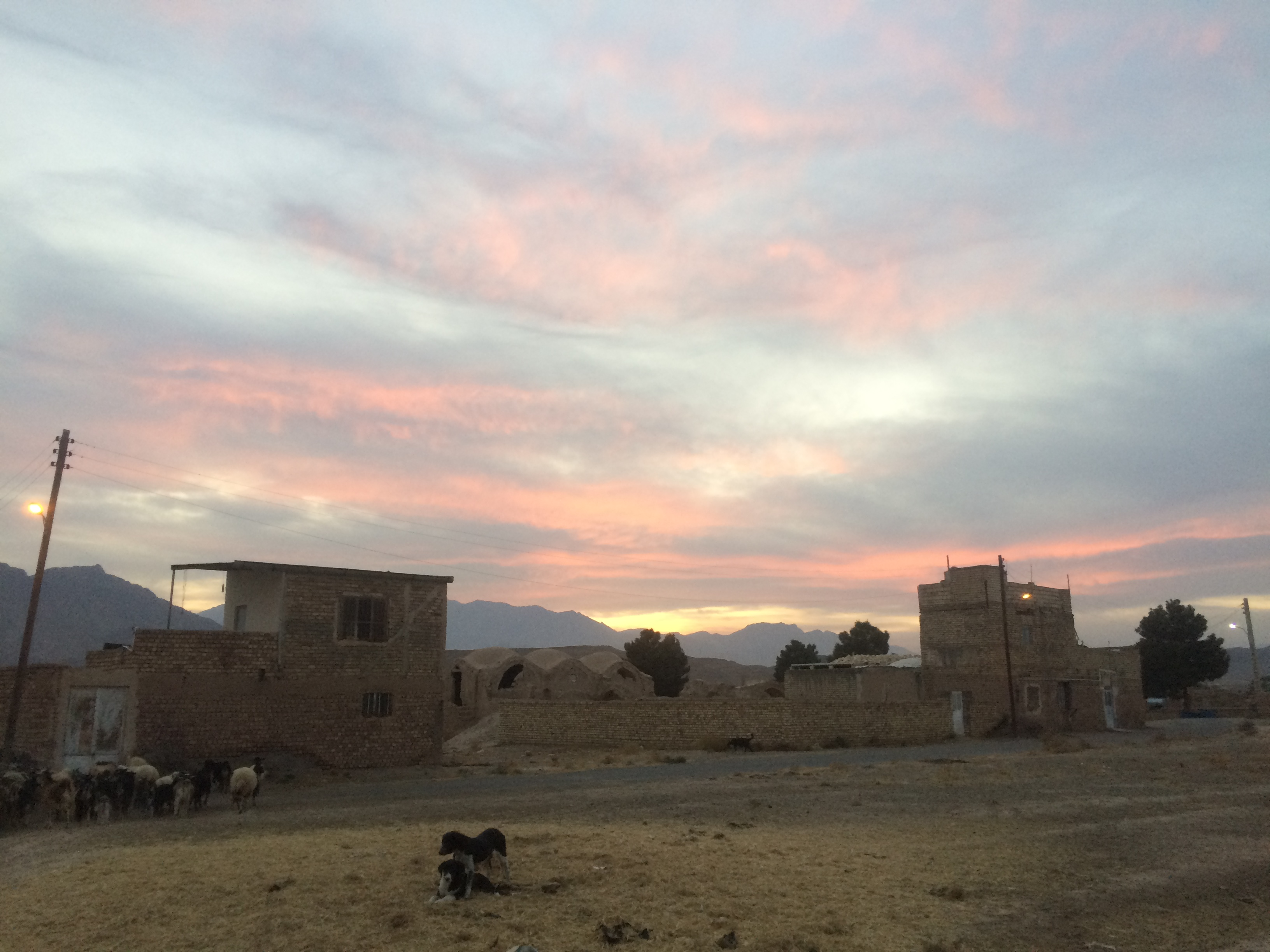

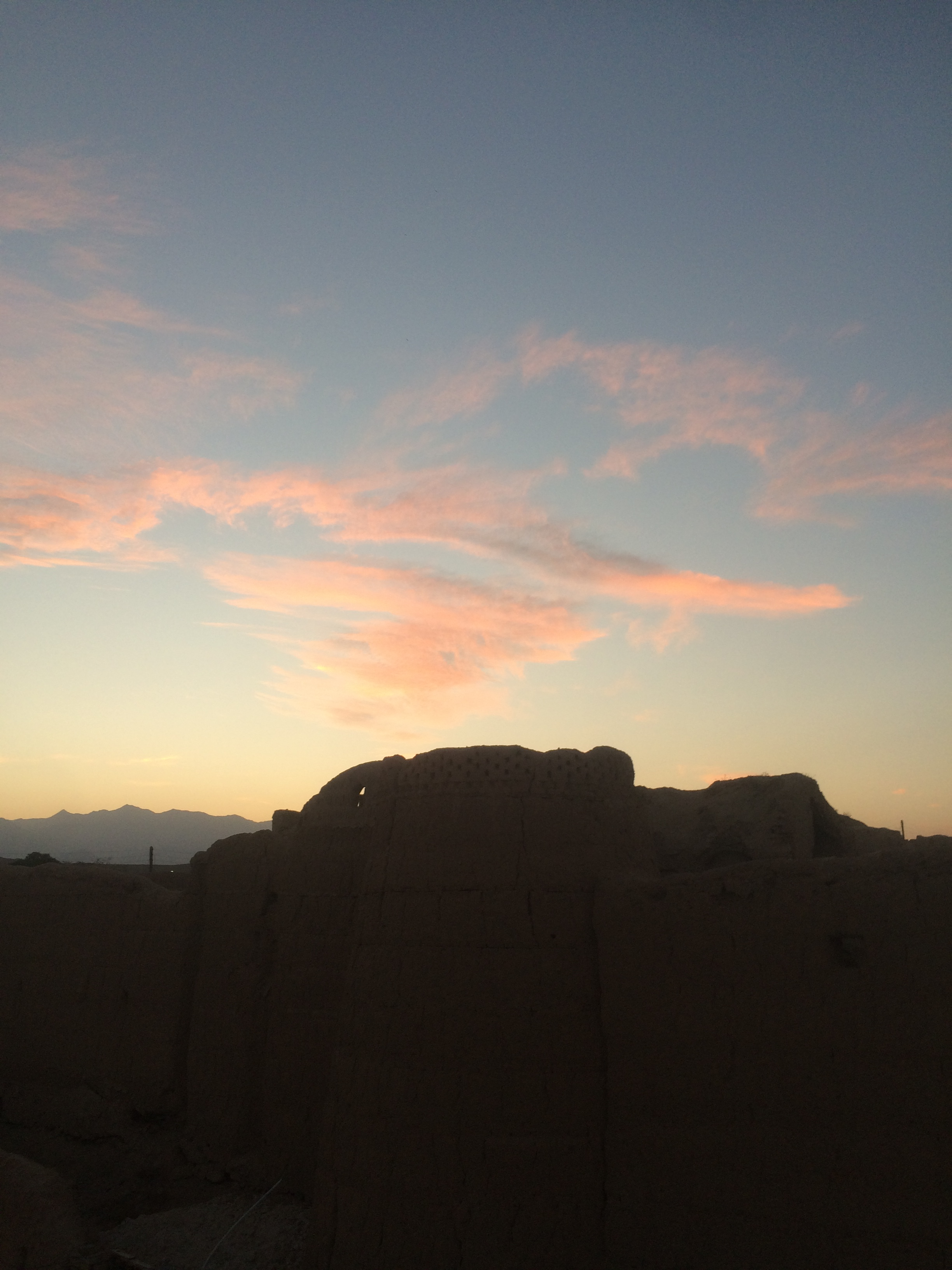

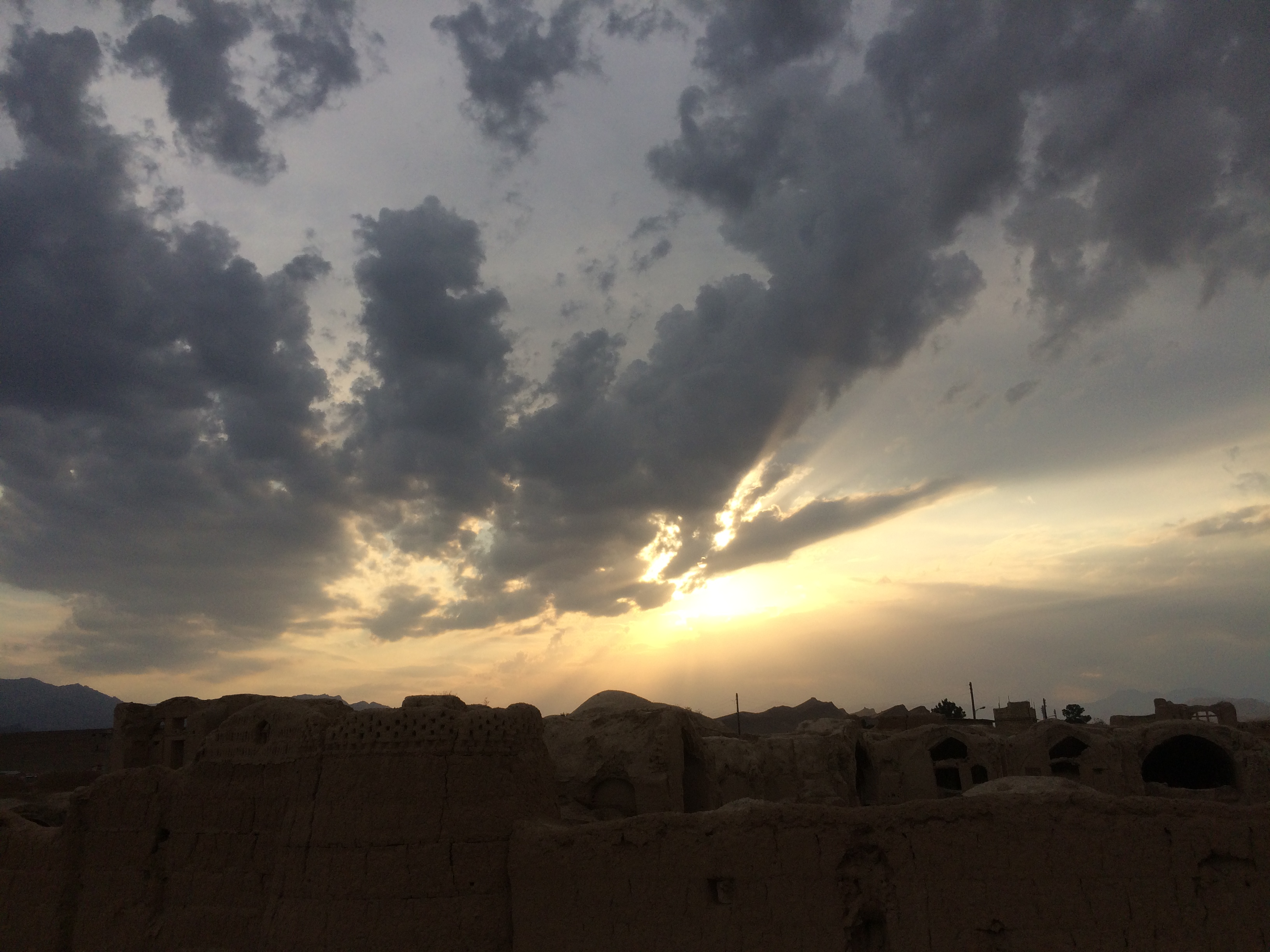

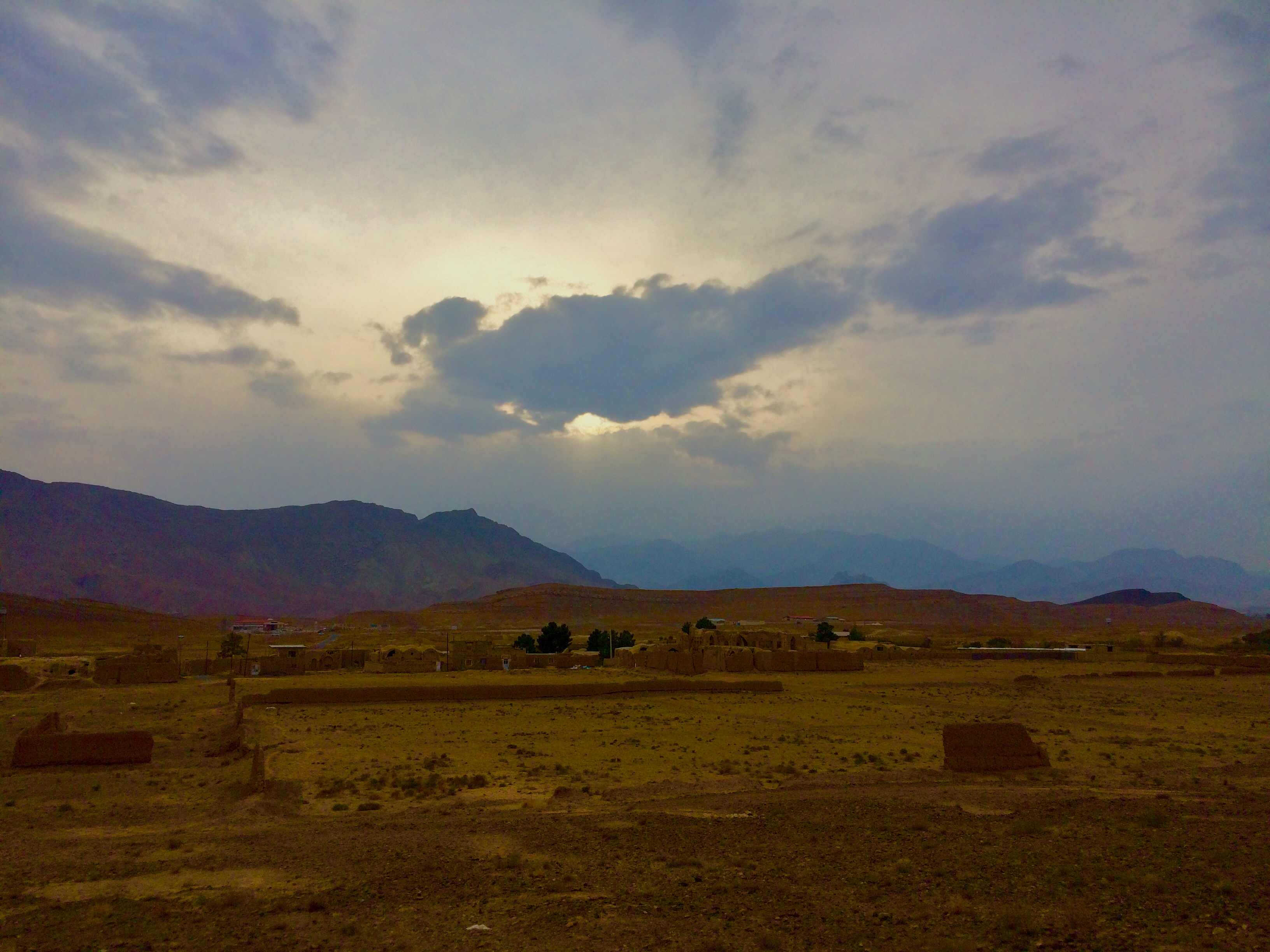